# Monumento a Eduardo Ocón Rivas

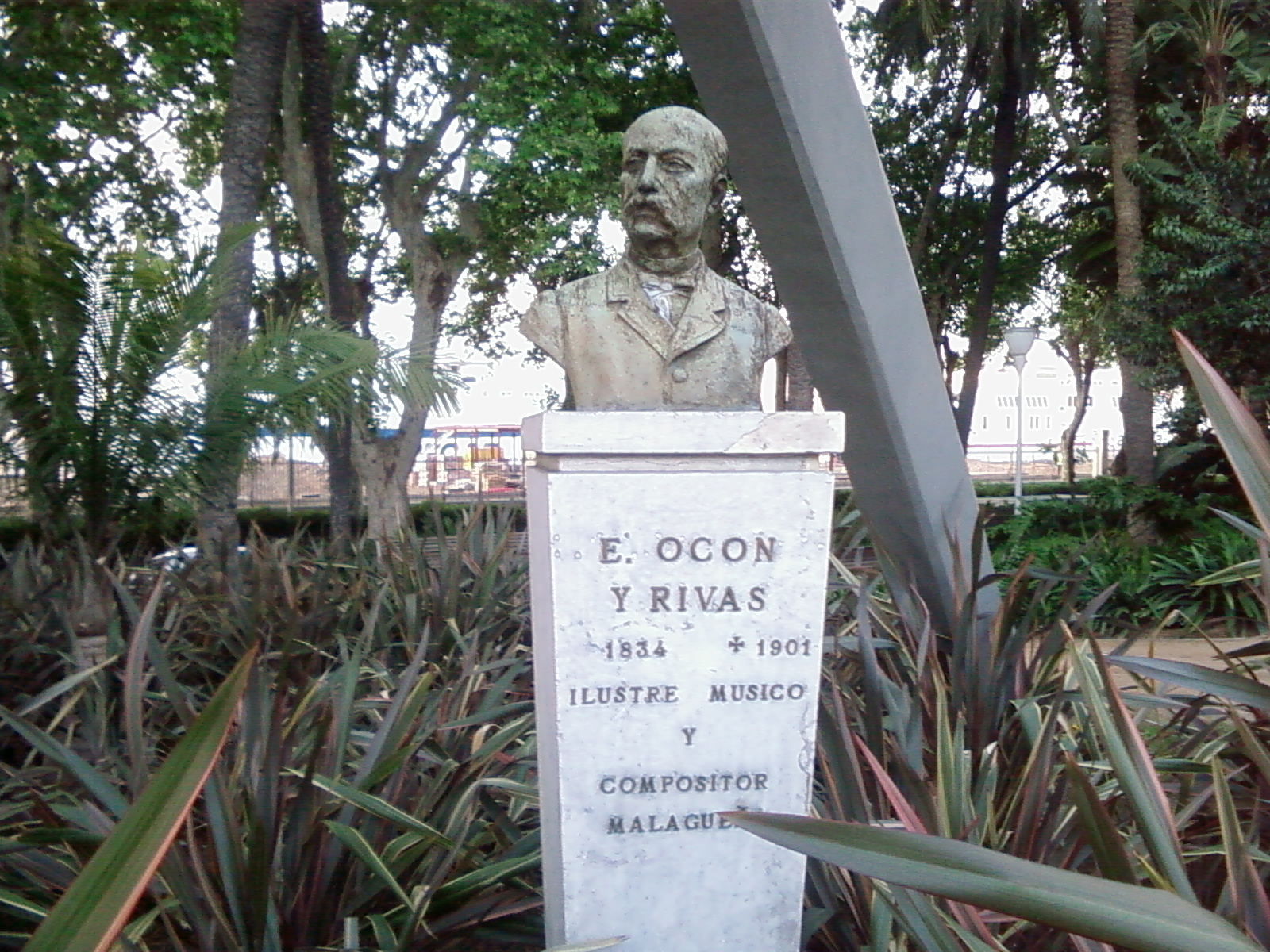
Busto en el Parque de Málaga.

El monumento a Eduardo Ocón Rivas es un busto situado sobre un pedestal en el Parque de la Alameda, en la ciudad española de Málaga.
Su autor es Domingo Muguerza. Fue inaugurada en 1961 y homenajea al músico y compositor malagueño Eduardo Ocón Rivas, nacido en 1831 y fallecido en 1901.
Está situado junto al auditorio que lleva su nombre, entre el paseo central del Parque de Málaga y el Paseo de los Curas.